# Koelreuteria
Koelreuteria ist eine Pflanzengattung innerhalb der Familie der Seifenbaumgewächse (Sapindaceae). Die nur drei Arten stammen aus Ostasien. Manchmal werden die deutschen Trivialnamen Blaseneschen (nach ihren gefiederten Blättern, die an diejenigen von Eschen erinnern können) oder Blasenbäume (nach ihren "Blähfrüchten") verwendet; oft allerdings auch nur für die spezielle, häufiger kultivierte Art Koelreuteria paniculata.

## Beschreibung

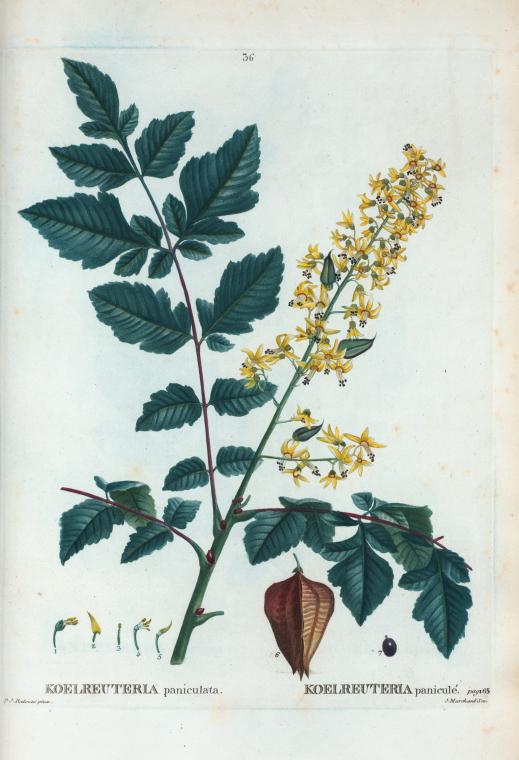
Illustration der Blasenesche (Koelreuteria paniculata)

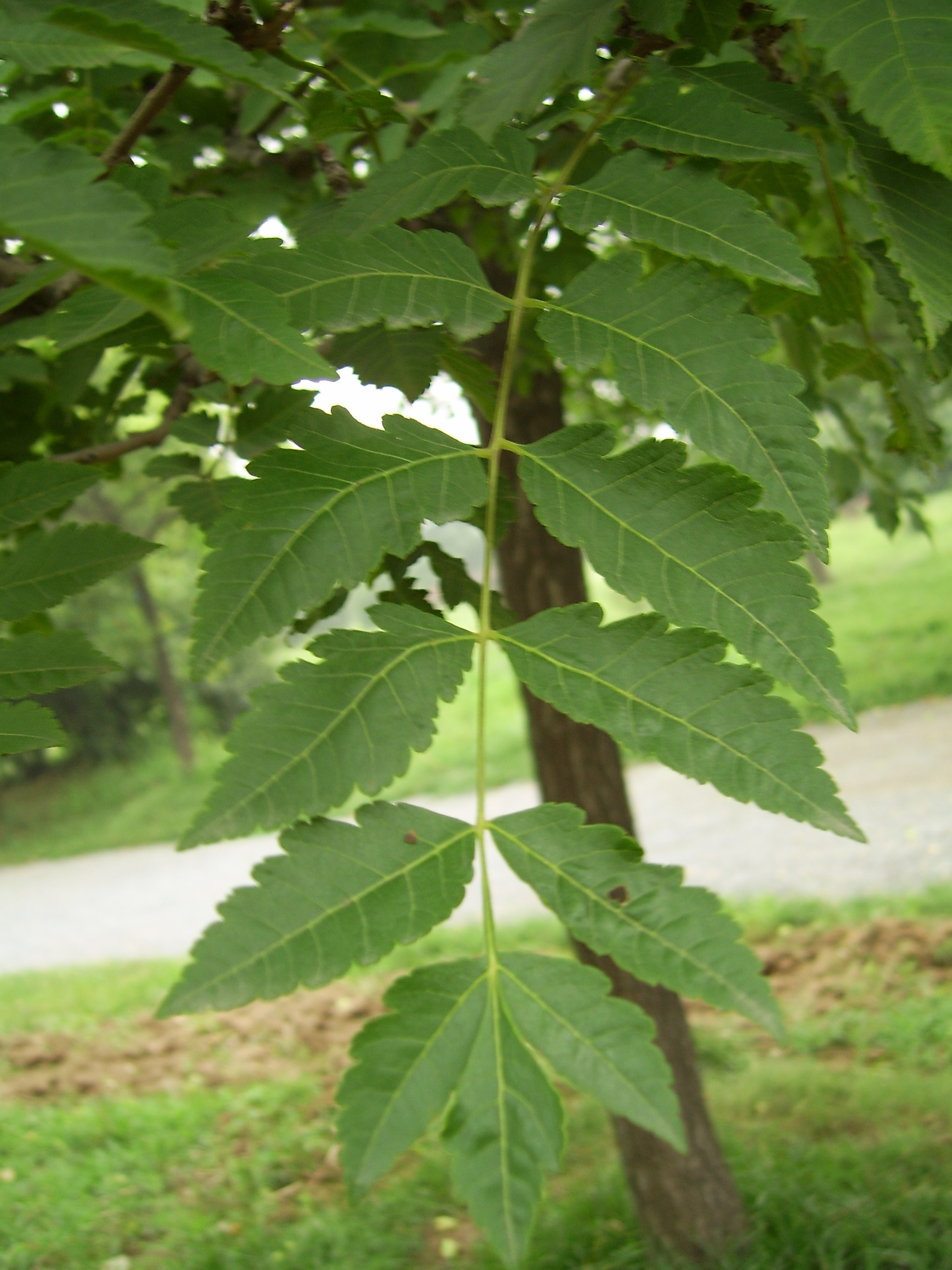
Gefiedertes Blatt der Blasenesche (Koelreuteria paniculata)

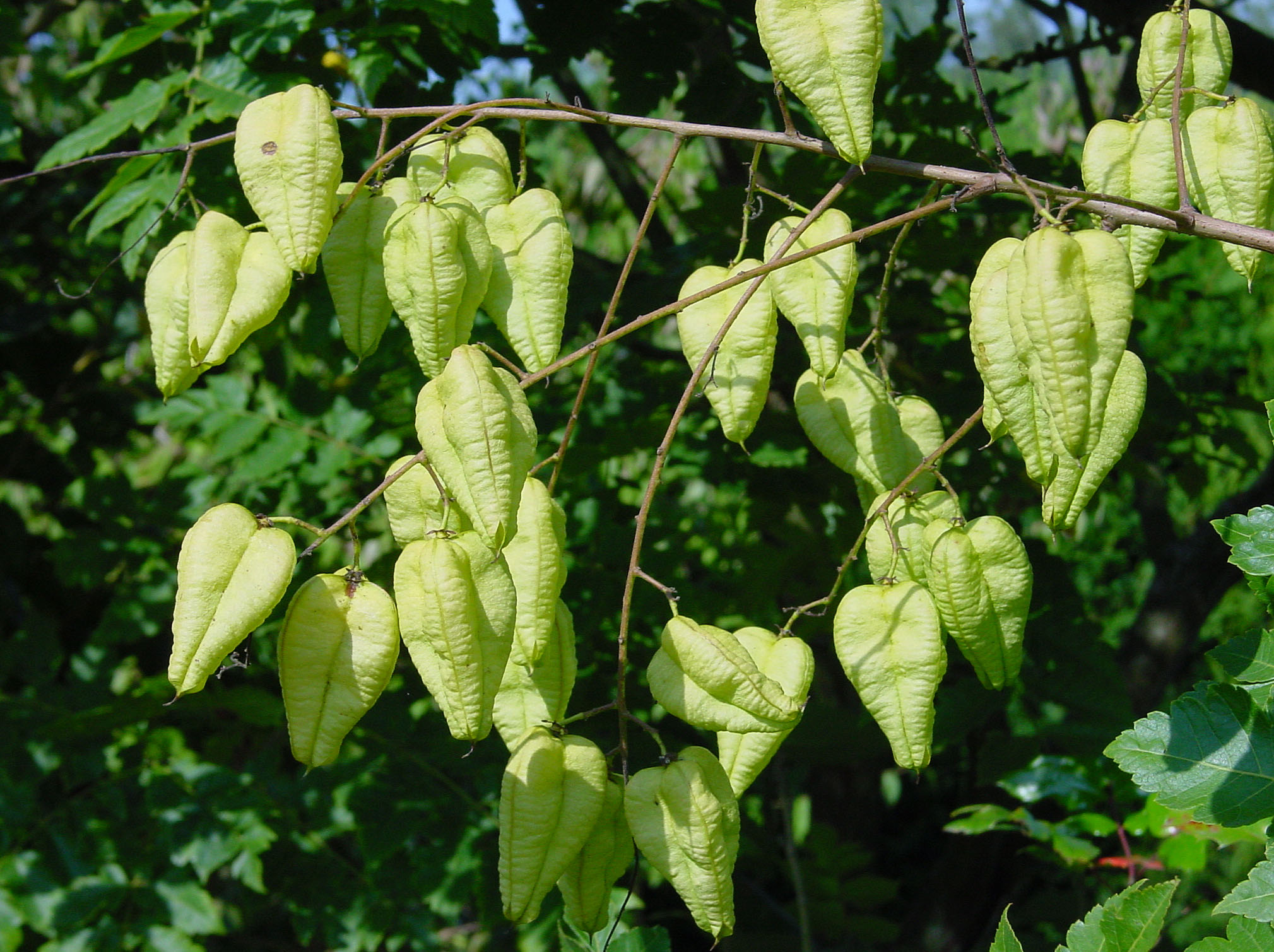
Blasenförmige Früchte der Blasenesche (Koelreuteria paniculata)

### Erscheinungsbild und Blätter
Bei Koelreuteria-Arten handelt es sich um immergrüne oder sommergrüne Bäume oder Sträucher, die Wuchshöhen von bis zu 15 Meter erreichen. Die wechselständigen Laubblätter sind bei allen Arten relativ groß und einfach oder doppelt, paarig oder unpaarig gefiedert.

### Blütenstände und Blüten
In lockeren bis dichten, großen, pyramidenförmigen rispigen Blütenständen stehen die Blüten zusammen. Die gelben, zygomorphen Blüten sind vier- oder fünfzählig mit doppelter Blütenhülle. Es sind meist fünf, selten vier Kelchblätter vorhanden. Die vier oder fünf, seltener auch sechs Kronblätter haben zweigelappte Schuppen an der Basis. Es sind acht freie Staubblätter vorhanden. Drei Fruchtblätter sind zu einem oberständigen Fruchtknoten verwachsen. Es ist ein dicker Diskus vorhanden. 

### Früchte und Samen
Die Kapselfrüchte besitzen eine zunächst meist rosafarbene, später bräunlich färbende, blasenförmige Hülle; sie enthalten jeweils drei schwarze Samen.

### Chromosomensätze
Die Chromosomenzahlen betragen 2n = 22, 30, 32.

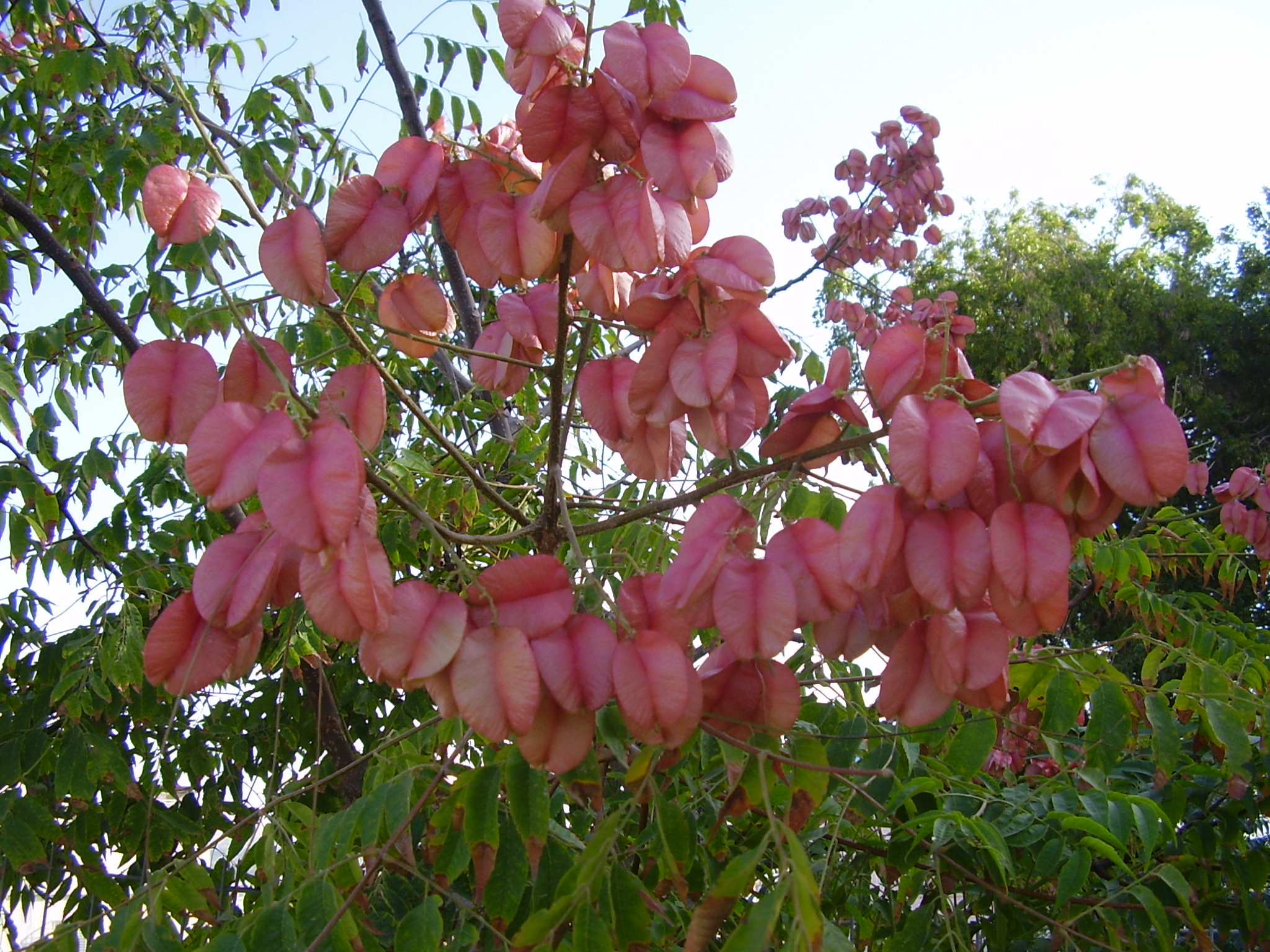
Früchte von Koelreuteria bipinnata

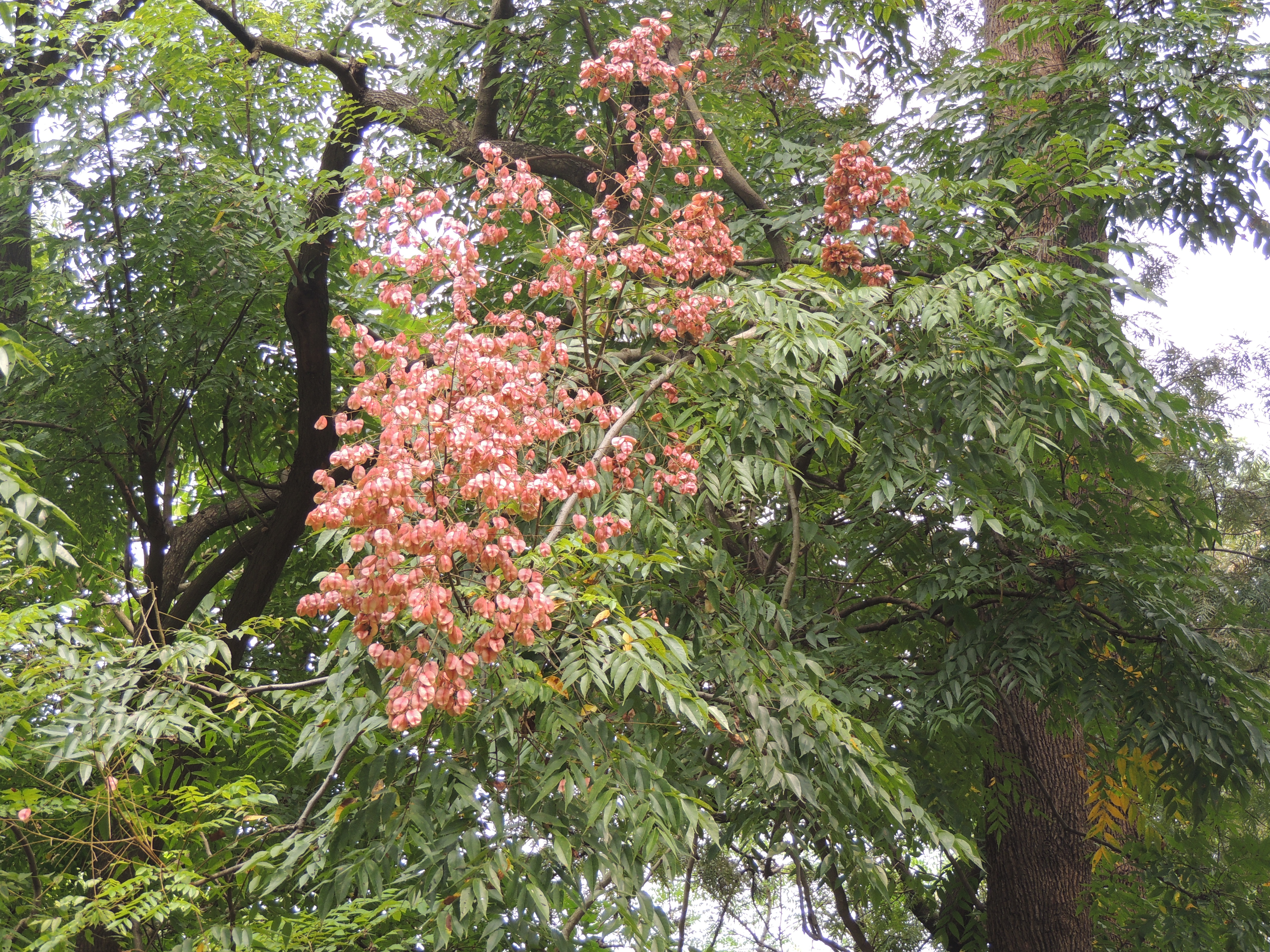
Laubblätter und Früchte von Koelreuteria elegans

## Systematik und Verbreitung
Die Erstveröffentlichung erfolgte 1772 in Novi Commentarii Academiae Scientiarum Imperalis Petropolitanae, 16, S. 561–562, dort als „Koelrevteriam“. Typusart ist Koelreuteria paniculata Laxm. Der Gattungsname Koelreuteria ehrt den deutschen Naturforscher Joseph Gottlieb Kölreuter.
Die Gattung enthält drei ostasiatische Arten:
- Koelreuteria bipinnata Franchet (Syn.: Koelreuteria bipinnata var. apiculata How & Ho, Koelreuteria bipinnata var. puberula Chun, Koelreuteria bipinnata var. integrifoliola (Merrill) T.C.Chen, Koelreuteria integrifoliola Merrill): Es ist eine sommergrüne Art aus China mit doppelt paarig gefiederten Laubblättern.
- Koelreuteria elegans (Seemann) A.C.Smith: Sie besitzt immergrüne oder sommergrüne, doppelt gefiederte Laubblätter. Es gibt zwei Unterarten:
  - Koelreuteria elegans (Seemann) A.C.Smith subsp. elegans
  - Koelreuteria elegans subsp. formosana (Hayata) F.G.Meyer (Syn.: Koelreuteria formosana Hayata, Koelreuteria henryi Dummer): Sie kommt nur in Taiwan vor.
- Blasenesche (Koelreuteria paniculata Laxm., Syn.: Koelreuteria apiculata Rehder & E.H.Wilson, Koelreuteria bipinnata Franchet var. apiculata How & Ho, Koelreuteria chinensis (Murray) Hoffmannsegg, Koelreuteria paniculata var. apiculata (Rehder & E.H.Wilson) Rehder, Sapindus chinensis Murray): Es ist ein sommergrüner chinesischer Baum oder Strauch, nicht selten als Zierbaum in Parks angepflanzt, mit einfach unpaarig gefiederten Blättern, deren Fiederblättchen tief gezähnt bis fiederspaltig sind.